# Distrito de Salem
Salem (en Tamil; சேலம் மாவட்டம் ) es un distrito de India, en el estado de Tamil Nadu . 
Comprende una superficie de 5219 km².
El centro administrativo es la ciudad de Salem.

## Demografía
Según censo 2011 contaba con una población total de 3480008 habitantes.

## Poblaciones
Attur